# Lucio Egnacio Víctor Loliano
Lucio Egnacio Víctor Loliano (en latín: Lucius Egnatius Victor Lollianus; fl. siglo III) fue un senador y un oficial militar romano que vivió a finales del siglo II y principios del siglo III, y desarrolló su cursus honorum bajo los reinados de Septimio Severo, Caracalla, Macrino, Heliogábalo, y Alejandro Severo. fue cónsul sufecto en algún momento entre en entre los años 225 y 230.

## Biografía
Egnacio Víctor era un miembro de la gens Egnatia del siglo III, y se ha especulado que era el hijo de Lucio Egnacio Víctor, consul suffectus antes del año 207. En el año 213 fue nombrado para servir en la sodales Antoniniani. Posteriormente fue nombrado Legatus Augusti pro praetore de Galacia en el año 218, antes de ser nombrado cónsul sufecto en algún momento entre el año 225 y el 230.
En torno al año 230, Egnacio Víctor fue nombrado corrector de la provincia de Acaya. A esto le siguió su cargo como Legatus Augusti pro praetore de Bitinia y Ponto en algún momento entre el año 230 y el 235. Se ha especulado que también fue Legatus Augusti pro praetore de Panonia Inferior en algún momento durante el reinado de Alejandro Severo (222 – 235).
Egnacio Víctor y su cuñado Valeriano eran probablemente importantes partidarios senatoriales de Gordiano, y alcanzó el pináculo de su carrera durante el reinado de Gordiano III cuando, entre los años 242 y el 244 se convirtió en gobernador provincial de Asia, cargo que ocupó durante tres años. Fue probablemente asignado a la provincia extra sortem (o fuera del proceso habitual de asignación de provincias senatoriales por insaculación) por Gordiano III como parte de sus preparativos para su campaña contra el Imperio sasánida. Egnacio Víctor fue mantenido en su puesto por Filipo el Árabe tras la muerte de Gordiano III, lo que evidencia que apoyó inmediatamente a Filipo tras su vuelta de la campaña persa. Por último, en el año 254, fue nombrado Praefectus urbi de Roma por su cuñado Valeriano quien había sido nombrado emperador el año anterior.
Egnacio Víctor era probablemente el hermano de Mariniana, que era la esposa de Valeriano y la madre de Galieno. Se ha conjeturado que tenía un hijo llamado Egnacio Luciliano; sin embargo, la relación entre la imperial gens Egnacia y Egnacio Luciliano ha sido descrita como muy cuestionable.